# Christoph Scheiner
Christopher Scheiner (Markt Wald, Mindelheim, Suabia bávara, 25 de julio de 1575-Neisse -actualmente Nysa-, 18 de julio de 1650) fue un físico y astrónomo jesuita alemán, inventor del pantógrafo.

## Biografía

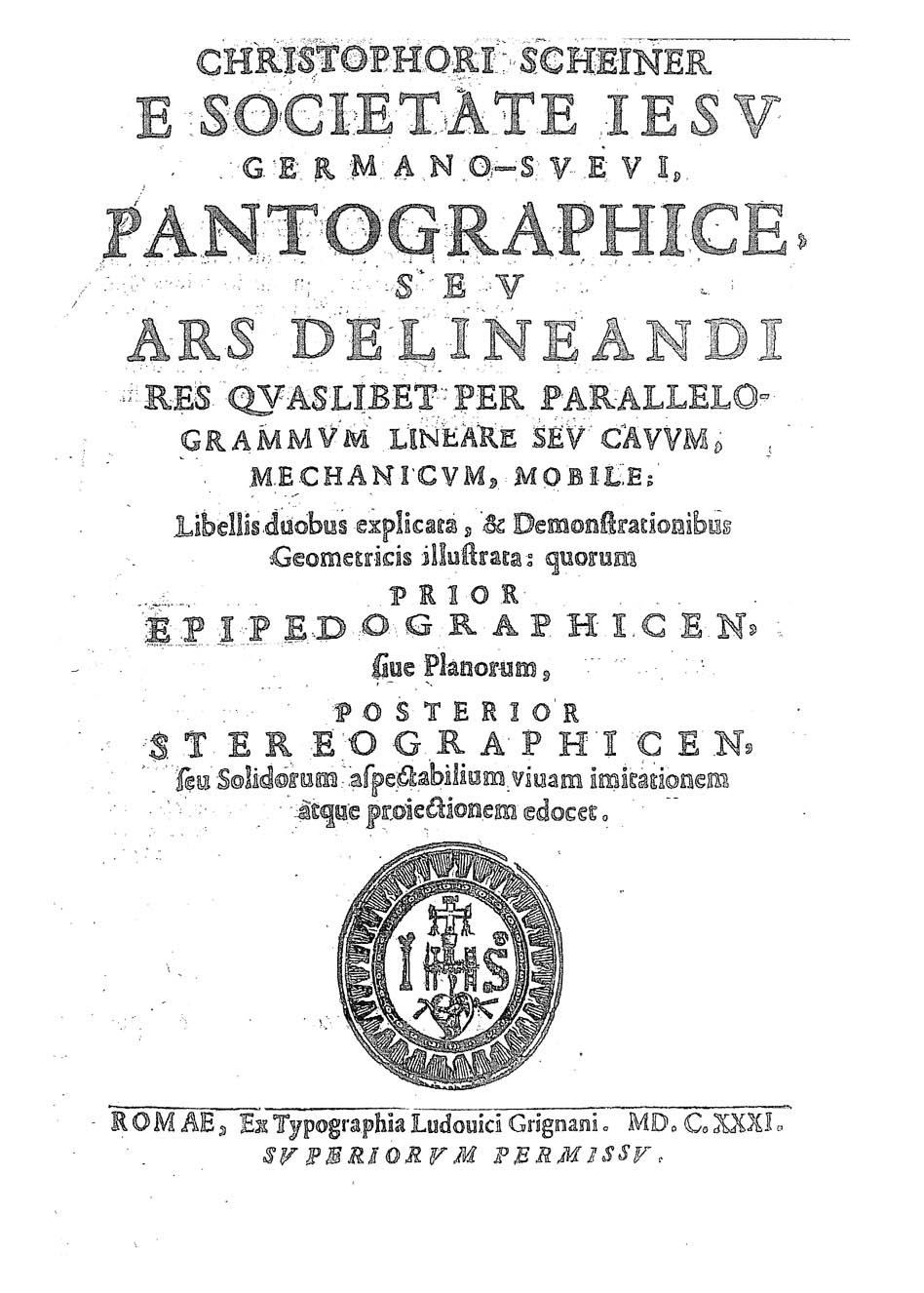
Pantographice, 1631

Ingresó en la Sociedad de Jesús en 1595 y después estudió matemáticas en Ingolstadt, convirtiéndose en profesor de la materia en Dillingen. En 1610 regresó a Ingolstadt, donde enseñó hebreo y matemáticas y comenzó con sus primeros trabajos en investigación científica. Inventó el pantógrafo, dispositivo con el cual es posible dibujar un objeto a escala. También empezó a construir telescopios y a realizar observaciones solares. Al principio colocó lentes coloreadas, pero después usó la técnica de proyección. En marzo de 1611 descubrió las manchas solares, un fenómeno que contrariaba la idea de la perfección del Sol y, por este motivo, evitó darlo a conocer. Comunicó su hallazgo a un amigo, quien lo publicó en 1612 bajo pseudónimo.
En trabajos posteriores describió la rotación de las manchas y la aparición de fáculas. Galileo Galilei emprendió una disputa con Scheiner sobre quién había descubierto primero las manchas solares; lo que parece ser es que no fue ninguno de los dos, sino David Fabricius. Scheiner continuó con el estudio del Sol otros dieciséis años antes de que saliera a luz su trabajo más importante, titulado Rosa ursina. Contiene el informe de numerosas observaciones y la descripción de múltiples equipos de observación.
Uno de los resultados más valiosos es la descripción del plano de rotación de las manchas solares. Creó el primer telescopio terrestre y diferentes tipos, en particular uno con dos lentes convexas, lo que mejoró de manera significativa la calidad de las imágenes. Scheiner organizó debates públicos sobre astronomía en donde se discutían temas tales como sistema geocéntrico contra sistema heliocéntrico.

## Eponimia
- El cráter lunar Scheiner lleva este nombre en su memoria.[2]
- El asteroide (85216) Schein también conmemora su nombre.[3]